# 救国报 (宝坻)
救国报，创刊于1936年，16开小报，为在宝坻地区以“抗日救国”为主题的报纸，由宝船窝学校教师王世醒、宝芝麻窝村小学校教师曾乃于宝芝麻窝村小学校创办。后因形势逼迫，几期后停刊。报纸主要登载爱国抗日思想的诗歌、散文、实事报道、革命歌曲，宣传抗日思想。